# 올림파스

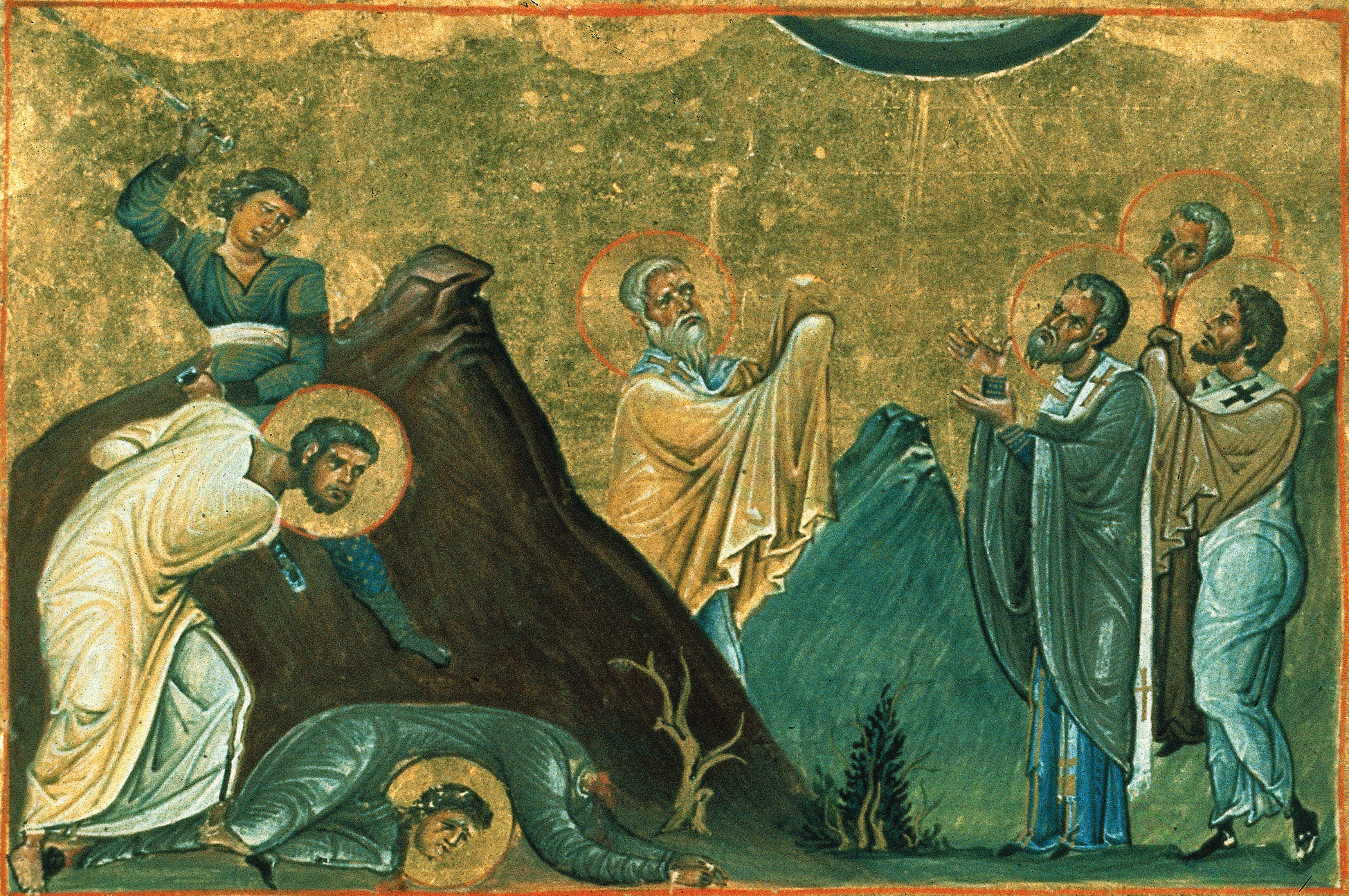
에라스도, 올림파스, 헤로디온, 소시바드로, 과르도, 데르디오 (바실리오스 2세의 성인축일표)

올림파스(공동번역, 가톨릭), 올름바(개신교)는 로마인 기독교인으로, 바울로가 서기 65년경에 쓴 로마서 16:15에서 안부인사를 묻는 사람들 중 한 명이다. 이름은 헬라어로 "하늘의 것"을 의미한다.
정교회에서는 올림파스를 70인의 제자 중 한 사람으로 보고 있다. 축일은 11월 10일이다.